# Račice (Rakovníki járás)
Račice település Csehországban, Rakovníki járásban. Račice Roztoky, Sýkořice, Nižbor és Zbečno településekkel határos. Lakosainak száma 169 fő (2024. január 1.).

## Népesség
A település lakosságának változását az alábbi diagram mutatja:
| Lakosok száma | 222  | 236  | 208  | 182  | 160  | 153  | 163  | 164  | 156  | 169  |
|               | 1869 | 1890 | 1921 | 1950 | 1980 | 2001 | 2017 | 2019 | 2022 | 2024 |